# Richmond Hill (circonscription provinciale)
Pour les articles homonymes, voir Richmond Hill (homonymie).
Circonscription électorale provinciale du Canada
Richmond Hill est une circonscription provinciale de l'Ontario représentée à l'Assemblée législative de l'Ontario depuis 2007.

## Géographie

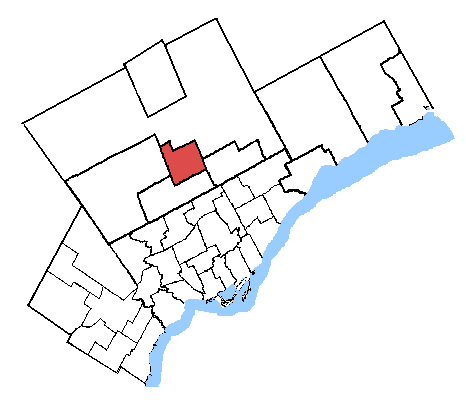
Circonscription de Richmond Hill de 2003 à 2018

La circonscription de la banlieue nord de Toronto consiste en la partie sud de la ville de Richmond Hill.
Les circonscriptions limitrophes sont Aurora—Oak Ridges—Richmond Hill, King—Vaughan, Markham—Unionville, Markham—Thornhill et Thornhill.

## Historique
| Dufferin—Peel                                    |              |        |             |                           |
| Législature                                      | Années       | Député | Député      | Parti                     |
| Richmond Hill Circonscription issue d'Oak Ridges |              |        |             |                           |
| 39e                                              | 2007-2011    |        | Reza Moridi | Libéral                   |
| 40e                                              | 2011-2014    |        | Reza Moridi | Libéral                   |
| 41e                                              | 2014-2018    |        | Reza Moridi | Libéral                   |
| 41e                                              | 2018-2022    |        | Daisy Wai   | Progressiste-conservateur |
| 43e                                              | 2022–Présent |        | Daisy Wai   | Progressiste-conservateur |

## Circonscription fédérale
Depuis les élections provinciales ontariennes du 4 octobre 2007, l'ensemble des circonscriptions provinciales et des circonscriptions fédérales sont identiques.